# Naples (Maine)
Naples ist eine Town im Cumberland County des Bundesstaates Maine in den Vereinigten Staaten. Im Jahr 2020 lebten dort 3925 Einwohner in 3063 Haushalten auf einer Fläche von 96,5 km².

## Geografie
Nach dem United States Census Bureau hat Naples eine Gesamtfläche von 96,5 km², von denen 82,4 km² Land und 14,1 km² Wasser sind.

### Geografische Lage
Naples liegt im nordwestlichen Teil des Cumberland Countys am Südende des Long Lakes. Der Crooked River bildet mit seinem gewundenen Verlauf die östliche Grenze der Town, bis auf ein kleines Gebiet, welches sich über den Crooked River hinaus Richtung Osten erstreckt. Südlich an den Long Lake schließt sich der Brandy Pond an, westlich von diesem liegt der Trickey Pond und parallel zu diesem westlich ragt der Sebago Lake mit seinem Ausläufer, dem Sebago Cove, in das Gebiet der Town. Ein weiterer großer See ist der im Westen angrenzende Peabody Pond. Die Oberfläche des Gebietes ist leicht hügelig. Die höchste Erhebung ist der 209 m hohe Byrons Hill im Nordwesten von Napels.

### Nachbargemeinden
Alle Entfernungen sind als Luftlinien zwischen den offiziellen Koordinaten der Orte aus der Volkszählung 2010 angegeben.
- Norden: Harrison, 4,9 km
- Nordosten: Otisfield, Oxford County, 10,9 km
- Osten: Casco, 14,1 km
- Südwesten: Sebago, 3,7 km
- Westen: Bridgton, 10,3 km

### Stadtgliederung
Es gibt mehrere Siedlungsgebiete: Edes Falls (Edes' Falls), Naples, South Naples, South Otisfield (ehemaliges Postamt von Naples) und Thompson Point.

### Klima
Die mittlere Durchschnittstemperatur in Naples liegt zwischen −7,8 °C (18° Fahrenheit) im Januar und 20,0 °C (68° Fahrenheit) im Juli. Damit ist der Ort gegenüber dem langjährigen Mittel der USA um etwa 9 Grad kühler. Die Schneefälle zwischen Oktober und Mai liegen mit bis zu zweieinhalb Metern mehr als doppelt so hoch wie die mittlere Schneehöhe in den USA; die tägliche Sonnenscheindauer liegt am unteren Rand des Wertespektrums der USA.

## Geschichte
Naples wurde 1790 besiedelt und 1834 offiziell anerkannt. 1845 und 1856 wurde weiteres Land, das bis dahin zu Sebago, Otisfield und Bridgton gehörte, der town zugeschlagen. Im späten 19. Jahrhundert waren eine Dosenfabrik, Schneider sowie Kutschen- und Schuhmacher die Hauptgeschäftszweige, aber auch der Tourismus spielte in der Geschichte des Ortes eine wichtige Rolle. So ist bekannt, dass Nathaniel Hawthorne und Henry Wadsworth Longfellow den Ort als Ausflugsziel schätzten. Naples ist in den letzten Jahrzehnten eine schnell wachsende town. Zwischen 1970 und 1980 verdoppelte sich die Einwohnerzahl nahezu, zwischen 1980 und 2010 wurde diese Zahl wiederum mehr als verdoppelt.

### Einwohnerentwicklung
| Volkszählungsergebnisse - Town of Naples, Maine | Volkszählungsergebnisse - Town of Naples, Maine | Volkszählungsergebnisse - Town of Naples, Maine | Volkszählungsergebnisse - Town of Naples, Maine | Volkszählungsergebnisse - Town of Naples, Maine | Volkszählungsergebnisse - Town of Naples, Maine | Volkszählungsergebnisse - Town of Naples, Maine | Volkszählungsergebnisse - Town of Naples, Maine | Volkszählungsergebnisse - Town of Naples, Maine | Volkszählungsergebnisse - Town of Naples, Maine | Volkszählungsergebnisse - Town of Naples, Maine |
| Jahr                                            | 1800                                            | 1810                                            | 1820                                            | 1830                                            | 1840                                            | 1850                                            | 1860                                            | 1870                                            | 1880                                            | 1890                                            |
| ----------------------------------------------- | ----------------------------------------------- | ----------------------------------------------- | ----------------------------------------------- | ----------------------------------------------- | ----------------------------------------------- | ----------------------------------------------- | ----------------------------------------------- | ----------------------------------------------- | ----------------------------------------------- | ----------------------------------------------- |
| Einwohner                                       |                                                 |                                                 |                                                 |                                                 | 758                                             | 1025                                            | 1219                                            | 1058                                            | 1007                                            | 846                                             |
| Jahr                                            | 1900                                            | 1910                                            | 1920                                            | 1930                                            | 1940                                            | 1950                                            | 1960                                            | 1970                                            | 1980                                            | 1990                                            |
| Einwohner                                       | 813                                             | 736                                             | 514                                             | 641                                             | 676                                             | 747                                             | 735                                             | 956                                             | 1833                                            | 2860                                            |
| Jahr                                            | 2000                                            | 2010                                            | 2020                                            | 2030                                            | 2040                                            | 2050                                            | 2060                                            | 2070                                            | 2080                                            | 2090                                            |
| Einwohner                                       | 3274                                            | 3872                                            | 3925                                            |                                                 |                                                 |                                                 |                                                 |                                                 |                                                 |                                                 |

## Kultur und Sehenswürdigkeiten

### Bauwerke

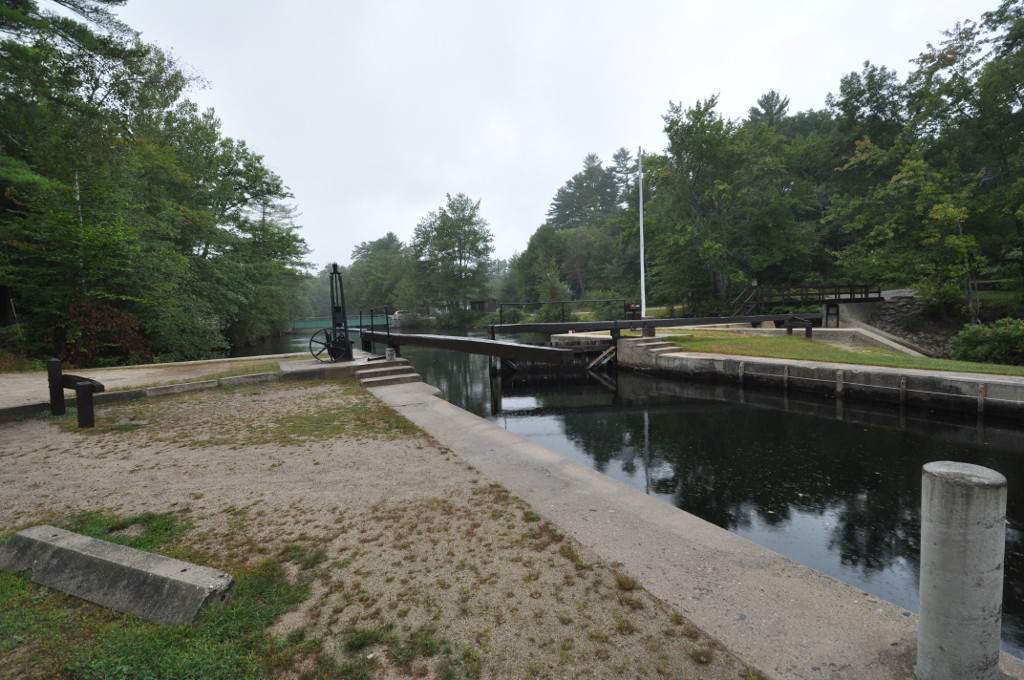
Songo Lock

Vier Bauwerke, unter ihnen die letzte noch erhaltene Schleuse des Cumberland Countys, stehen unter Denkmalschutz und wurden ins National Register of Historic Places aufgenommen.
- Manor House, aufgenommen 1978, Register-Nr. 78000173
- Sam Perley Farm, aufgenommen 1979, Register-Nr. 79000143
- Songo Lock, aufgenommen 1970, Register-Nr. 70000093
- Union Church, aufgenommen 1994, Register-Nr. 94000638

### Parks
Der Sebago Lake State Park wurde der Öffentlichkeit im Jahr 1938 zugänglich gemacht. Er ist einer von ursprünglich fünf State Parks. Er befindet sich im Norden des Sebago Lakes, dem tiefsten und zweitgrößten See von Maine. Er umfasst 1400 Acre (5,67 km²).

## Wirtschaft und Infrastruktur

### Verkehr
Der U.S. Highway 302 verläuft von Südosten in Richtung Nordwesten durch das Gebiet von Naples. Er verbindet Naples im Norden mit Bridgton und im Süden mit Portland.

### Öffentliche Einrichtungen
In Naples gibt es keine medizinische Einrichtungen. Diese und auch Krankenhäuser finden sich in Brigton, Norway und South Paris.
Naples besitzt eine öffentliche Bibliothek. Die Naples Public Library befindet sich am Roosevelt Trail in Naples.

### Bildung
Naples gehört mit Bridgton, Casco und Sebago zum Maine School Administrative District 61.
Im Schulbezirk stehen folgende Schulen zur Verfügung:
- Sebago Elementary School in Sebago
- Songo Locks School in Naples
- Stevens Brook School in Bridgton
- Lake Region Middle School in Naples
- Lake Region High School in Naples
- Lake Region Vocational Center in Naples
- Lake Region - Fryeburg Area Adult Education in Casco